# Parodia turecekiana
Parodia turecekiana ist eine Pflanzenart aus der Gattung Parodia in der Familie der Kakteengewächse (Cactaceae). Das Artepitheton turecekiana ehrt den US-amerikanischen Kakteensammler Victor Turecek.

## Beschreibung
Parodia turecekiana wächst einzeln. Die dunkel purpurgrünen, kugelförmigen oder häufig niedergedrückt kugelförmigen Triebe erreichen Wuchshöhen von 3 bis 5 Zentimeter und Durchmesser von 5 bis 15 Zentimeter. Die zwölf bis 13 Rippen sind stark gehöckert und tragen in den Einkerbungen je Rippe nur wenige, 1 bis 1,3 Zentimeter voneinander entfernt stehende, Areolen. Die weißlichen oder gelblichen Dornen besitzen eine rötliche Basis. Die ein bis zwei ungleichen, abgeflachten und häufig verdrehten Mitteldornen fehlen bei Jungpflanzen häufig. Der obere Mitteldorn ist aufwärts, der andere abwärts gerichtet. Sie weisen Längen von 1 bis 4 Zentimeter auf. Die sechs bis neun ungleichen Randdornen liegen an der Trieboberfläche an und sind 1 bis 3 Zentimeter lang.
Die gelben Blüten erreichen Längen von 3 bis 4 Zentimeter und Durchmesser von bis zu 4,5 Zentimeter. Die Narben sind gelb. Die trockenen kugelförmigen Früchte sind mit weißer Wolle bedeckt und 1,4 bis 1,6 Zentimeter lang. Sie enthalten glockenförmige, trüb dunkelbraune Samen von 1,2 Millimeter Länge und 1,5 Millimeter Breite, die gehöckert sind.

## Verbreitung, Systematik und Gefährdung
Parodia turecekiana ist in Uruguay im Departamento Río Negro sowie in den argentinischen Provinzen Corrientes und Entre Ríos auf den Lehmböden der Überschwemmungsebenen verbreitet.
Die Erstbeschreibung durch Roberto Kiesling wurde 1995 veröffentlicht. Nomenklatorische Synonyme sind Notocactus turecekianus (R.Kiesling) W.R.Abraham (1995), Notocactus mammulosus subsp. turecekianus (R.Kiesling) Prestlé (1997, nom. inval. ICBN-Artikel 33.3) und Notocactus submammulosus var. turecekianus (R.Kiesling) Lodé (1999, nom. inval. ICBN-Artikel 33.3).
In der Roten Liste gefährdeter Arten der IUCN wird die Art als „Vulnerable (VU)“, d. h. als gefährdet geführt.

## Nachweise